# 891 Gunhild
891 Gunhild
891 Gunhild là một tiểu hành tinh ở vành đai chính. Nó được Max Wolf phát hiện ngày 17.5.1918 ở Heidelberg và được đặt theo tên Gunhild, tên họ của phụ nữ Đức.